# Produktionsbiologie
Die Produktionsbiologie ist ein Teil der Ökologie und befasst sich mit den Energie- und Stoffflüssen in Populationen und Ökosystemen. 
Nach ihrer Rolle unterscheidet man die Lebewesen in Ökosystemen in
- Produzenten, die die Primärproduktion erzeugen. Hierzu gehören alle autotrophen Pflanzen sowie die autotrophen Blaualgen und Bakterien. Sie nutzen die Sonnenenergie oder chemische Energie zur Umwandlung von Kohlenstoffdioxid und Wasser in energiereichere Biomasse und Sauerstoff.
- Konsumenten die sich von den Produzenten oder anderen Konsumenten ernähren, dies sind Tiere, heterotrophe Pflanzen und manche jagende Pilze. Sie setzen die Biomasse zur Energiegewinnung wieder unter Sauerstoffverbrauch in Kohlenstoffdioxid und Wasser um.
- Destruenten, die die Stoffwechselabfälle der Konsumenten sowie abgestorbene Lebewesen wieder zu anorganischen Substanzen verarbeiten. Hierzu zählen insbesondere Bakterien und Pilze. Auch sie produzieren aus der Biomasse unter Sauerstoffverbrauch Kohlenstoffdioxid und Wasser.

Bei den Konsumenten unterscheidet man mehrere Trophieebenen:
- Konsumenten erster Ordnung sind Pflanzen- oder Bakterienfresser, beispielsweise Copepoden.
- Konsumenten zweiter Ordnung sind Lebewesen, die sich vorrangig von Konsumenten erster Ordnung ernähren, beispielsweise kleine Fische, die Copepoden essen.
- Konsumenten dritter und höherer Ordnung, ernähren sich vorrangig von Konsumenten der vorherigen Trophieebene, beispielsweise Barsche, von denen wiederum Fischadler leben.

Als Faustregel gilt, dass die Biomasse der Lebewesen von einer Trophieebene zur nächsten um den Faktor 10 abnimmt. 
Generell wird der überwiegende Teil des von den Primärproduzenten in der Biomasse organisch gebundenen Kohlenstoffs sowie der darin gebundenen Energie im Ökosystem selbst durch Konsumenten und Destruenten innerhalb weniger Jahre wieder umgesetzt. Unter besonderen Bedingungen, speziell in der Tiefsee, in tiefen Seen, in gemäßigten Wäldern, in Mooren und in der Tundra, wird nicht die gesamte Biomasse wieder mineralisiert, sondern zu Humus, Torf oder Gewässerschlamm umgesetzt. Werden diese in geologischen Zeiträumen von der Luft abgeschlossen, so kann daraus Kohle und Erdöl entstehen. Auf diese Weise ist auch der derzeitige Sauerstoffgehalt der Erde entstanden. 
Durch den derzeitigen übermäßigen Verbrauch fossiler Energierohstoffe und die damit verbundene Kohlenstoffdioxid-Freisetzung sind die Stoffflüsse auf der Erde aus dem Gleichgewicht geraten. Dies ist eine wesentliche Ursache für die Klimaänderungen durch den verstärkten Treibhauseffekt.